# Walter Colton

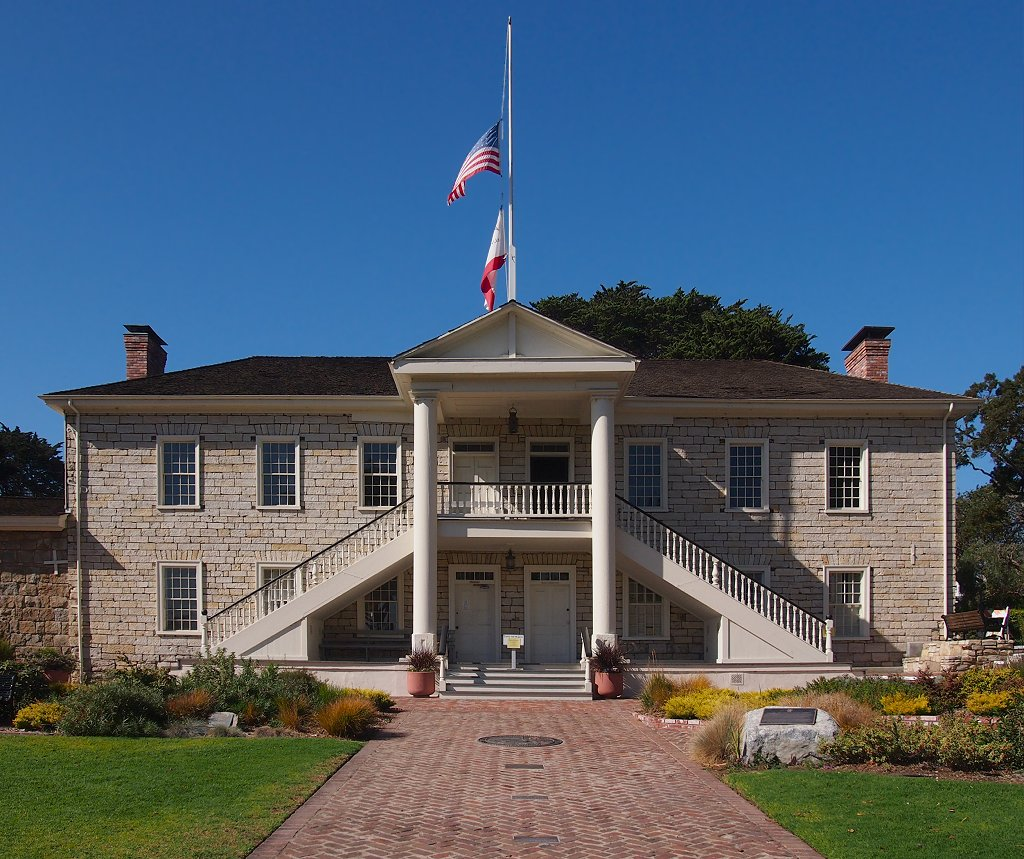
Colton Hall (Monterey, Califórnia). Neste edifício, construído por iniciativa de Walter Colton, reuniu em 1849 a Convenção Constitucional da Califórnia que redigiu a primeira constituição californiana.

Walter Colton (Rutland, Vermont, 9 de maio de 1797 – Filadélfia, 22 de janeiro de 1851) foi um capelão da United States Navy, pastor da Igreja Congregacional, primeiro alcalde americano de Monterey, Califórnia, e autor de influentes obras de viagens e de memórias, entre as quais Ship and Shore, Three Years in California e Deck and Port. Foi co-editor do primeiro periódico da Califórnia, o The Californian.

## Biografia
Walter Colton nasceu em Rutland County, Vermont, a 9 de maio de 1797. Foi o terceiro dos 12 filho do casal Walter e Thankful (Cobb) Colton. O seu irmão mais novo, Gardner Quincy Colton, ficaria conhecido como um dos pioneiros da anestesia. A família era muito religiosa e as dificuldades da vida eram frequentes. Em criança e jovem, gostava de fazer de conta que era pregador, adoptando uma postura grave, pouco comum para a sua idade, e familiarizou-se com o estuda da Bíblia.
Com 17 anos de idade, Walter foi para Hartford, Connecticut, para a aprender a profissão de marceneiro. A mudança resultou da vontade do pai, que receava que o jovem se perdesse com as más companhias, aproveitando a disponibilidade de um tio que residia naquela cidade para o receber em sua casa.
Frequentou a Hartford Grammar School, revelando-se um excelente aluno, o que lhe valeu ser admitido em Yale no outono de 1818. Foi o vencedor do prestigioso Berkeleyan Prize para a melhor tradução académica do latim para inglês e foi escolhido para declamar o poema de despedida da sua classe na cerimónia de graduação de 1822. Matriculou-se seguidamente no Andover Theological Seminary (Seminário Teológico Andover), o mais antigo estabelecimento de ensino superior religioso dos Estados Unidos, um escola protestante de alta qualidade no ensino da teologia. Escola de elevada qualidade intelectual, daquele seminário saíram vários membros do movimento abolicionista que marcou os meados do século XIX norte-americano e algumas das mais importantes figuras da cultura da costa leste norte-americana. Concluiu o curso em 1825, com excelentes referências.
Terminados os estudos, empregou-se em 1825 como professor de filosofia moral e literatura na Scientific and Military Academy de Middletown, Connecticut. Alguns anos depois, em 1830, transferiu-se para Washington, D.C. onde passou a trabalhar como editor dos periódicos American Spectator e Washington City Chronicle.
Durante a sua permanência na capital, foi escolhido para oficiar na igreja congregacional que era frequentada pelo Presidente Andrew Jackson, com quem desenvolveu um relacionamento próximo, apesar da campanha de Colton contra a política de confinamento das tribos índias em reservas, seguida pelo presidente americano.
Sabendo da frágil saúde do pastor, que precisava de mudar de ares, Andrew Jackson ofereceu a Colton a escolha entre ser nomeado capelão de um navio da Marinha dos Estados Unidos ou aceitar um lugar de cônsul no estrangeiro. Tendo escolhido a carreira naval, na esperança de que a vida a bordo lhe renovasse a saúde debilitada, Colton foi nomeado capelão do West Indies Squadron, partindo para o clima mais favorável das Caraíbas.
Em 1831 foi escolhido para o cargo de capelão do USS Constellation, que estava de partida para um cruzeiro de três anos aono Mediterrâneo, destinado a apoiar os interesses americanos naquela região, particularmente junto do Império Otomano. A viagem iniciou-se com uma escala na cidade de Angra, nos Açores, passando seguidamente pela ilha da Madeira, Lisboa e múltiplos portos do Mediterrâneo até chegar à Turquia. O itinerário foi descrito na obra Ship and Shore, um dos mais interessantes livros de viagem da época.
Casou com Cornelia Baldwin Colton, de Filadélfia, com o mesmo nome de família, já que eram primos distantes.
Em 1837 foi  nomeado historiador e capelão do Esquadrão de Exploração e Vigilância dos Mares do Sul, mas a sua saúde débil não lhe permite aceitar o cargo. Permaneceu na Estação Naval de Filadélfia onde desenvolvia actividades de apoio religioso no estaleiro naval e no asilo de veteranos da Marinha que ali funcionavam.
Sentindo-se melhor de saúde, foi colocado como capelão a bordo da fragata USS Congress que em 1845 partiu para uma longa viagem pelo Oceano Pacífico, como navio almirante do Esquadrão do Pacífico da Marinha dos Estados Unidos. Aproveitou o tempo para escrever, apontando os acontecimentos vividos a bordo e os portos visitados, obra que publicou com o título de Deck & Port. Aproveitando a presença a bordo do comodoro Robert F. Stockton, com quem trava amizade e que o apoia na sua acção moralizadora da guarnição, Colton desencoraja o palavreado habitual a bordo, cheio de imprecações e palavrões, e introduz o hábito da oração de acção de graças antes das refeições.
Com os Estados Unidos em crescente conflito com o México na disputa da soberania sobre a Califórnia, prelúdio da Guerra Mexicano-Americana de 1846, a efémera República da Califórnia passa ao domínio americano, sendo a bandeira norte-americana hasteada pela primeira vez em Monterey, na costa da Califórnia, a 7 de Julho de 1846.
Nas circunstâncias, tornava-se necessária uma autoridade firme, mas complacente, e pouco depois da chegada do Esquadrão do Pacífico a Monterey, o comodoro Robert F. Stockton nomeou Colton para o cargo de primeiro alcalde americano de Monterey. Considerando ilegítima a nomeação feita pela autoridade militar, a 15 de setembro de 1846 convocou eleições, nas quais confirmou o seu mandato como alcalde, cargo que exerceu de 28 de julho de 1846 a 1 de outubro de 1848. Sendo uma combinação de autoridade militar, civil e policial, as funções do alcalde eram uma combinação dos papéis de juiz, sheriff e governador de boa parte do território do norte da Califórnia. Em Abril de 1847 foi nomeado juiz do United States Court of Admiralty na Califórnia, um tribunal destinado a dirimir conflitos envolvendo navios, em especial os emergentes do apresamento de embarcações no contexto da guerra contra o México.
Apesar das grandes dificuldades com que se deparou e da anarquia que se verificava em grande parte do território, serviu no cargo com sabedoria e bom senso, sendo exímio no lidar com os infractores. Logo a 4 de Setembro de 1846, instalou o primeiro tribunal de primeira instância do território, convocando para o auxiliar em juízo o primeiro júri judicial que funcionou  na Califórnia. Para sediar a administração fez construir o actual Colton Hall, cuja construção se iniciou em 1847 e terminou em 1849. Passou a multar cada participante em jogos ilegais em $20 para ajudar a cobrir os custos com a construção da primeira escola da Califórnia. Ganhou grande apreço público, sendo reconhecido como um juiz justo e com uma autoridade quase absoluta. Em 1849, adoentado, resolveu regressar a Filadélfia.
No período em que residiu em Monterey conheceu Robert B. Semple, com quem lançou o primeiro periódico que se publicou na Califórnia, The Californian, cuja primeira edição saiu a 15 de agosto de 1846. Esta primeira edição foi publicada apenas um mês após a bandeira norte-americana ter sido hasteada em Monterey, tendo o The Californian publicado a notícia da declaração de guerra do México. 
O livro de Colton Three Years in California, a sua última obra publicada, descreve as suas experiências em Monterey. Publicado em 1850, após o seu regresso ao leste dos Estados Unidos, quando já residia de novo em Philadelphia, a obra é considerada a melhor descrição conhecida da vida na Califórnia antes do arranque da grande corrida ao ouro, a famosa California Gold Rush.
A idade e a úlcera gástrica, que o incomodara desde a juventude, não perdoavam e faleceu em  Philadelphia, PA, no dia 22 de Janeiro de 1851. Foi sepultado no Cemitério Laurel Hill de Philadelphia.
Walter Colton foi homenageado com a introdução do seu nome no California Newspaper Hall of Fame. O Colton Hall, presentemente transformado em museu, foi o local de realização, em 1849, da Convenção Constitucional da Califórnia (a California Constitutional Convention) que produziu a primeira constituição do Estado da Califórnia. Durante algum tempo serviu de escola primária, funções que foram mantidas pela subsequente Walter Colton Middle School, localizada cerca de duas milhas acima de Colton Hall. Esta escola foi um escola preparatória oferecendo os 6.º a 8.º anos de escolaridade, mas reverteu para um estabelecimento de educação pré-escolar e de ensino básico até ao 8.º ano (K-8-grade school) em consequência do plano de encerramento de escolas realizado pelo Monterey Peninsula Unified School District em 2002.